# Хийджон (ван Корьо)
Хийджон (кор. 희종, 熙宗, Huijong, Hŭijong; 21 червня 1181 — 31 серпня 1237) — корейський правитель, двадцять перший володар Корьо.
Був сином вана Сінджона. Сучасники свідчили, що якби Хийджон був старшим, він міг би стати великим правителем. Ще коли Сінджон був живий, а Хийджона було проголошено спадкоємцем престолу, він підбурив повстання проти Чхве Чхунхона, військового лідера того часу, який тримав у своїх руках усю владу в державі, та його сина Чхве Чунсу. Такі дії молодого принца були зумовлені тим, що Чхве Чунсу змусив спадкову принцесу зректись претензій на престол та замінив її своєю дочкою. Під час повстання Хийджон планував скласти обставини таким чином, щоб змусити Чхунхона вбити власного сина. Однак той довідався про плани принца та придушив заколот. Хийджон був змушений вибачатись і принижуватись власне перед своїм же підданим, що ще більше його розлютило.
1204 року ван Сінджон захворів і передав престол Хийджону. Намагаючись приспати пильність Чхве Чхунхона з метою подальшої реалізації плану вбивства генерала, новий ван призначив його на пост головного міністра держави. Більше того, Хийджон надав Чхунхону титул захисника королівства, найвищий титул, що надавався лише членам монаршої родини. Разом з такими титулами Чхве Чхунхон отримав владу, значно більшу за королівську. Він скористався цим, щоб придушити три заколоти проти нього.
Тим часом Хийджон перейшов до реалізації свого плану. Він удав хворобу та запросив Чхунхона до свого палацу. Він розраховував, що той з'явиться без охорони, й Хийджону вдасться вбити свого давнього ворога. Втім задум вана знову провалився. Після того, 1211 року, Чхунхон повалив Хийджона та заслав його зі столиці. Відчувши свою могутність, Чхунхон усвідомив, що може поставити на трон будь-кого, й наступним ваном Корьо став Канджон, старший син вана Мьонджона.